# Hafenstraße (Stralsund)

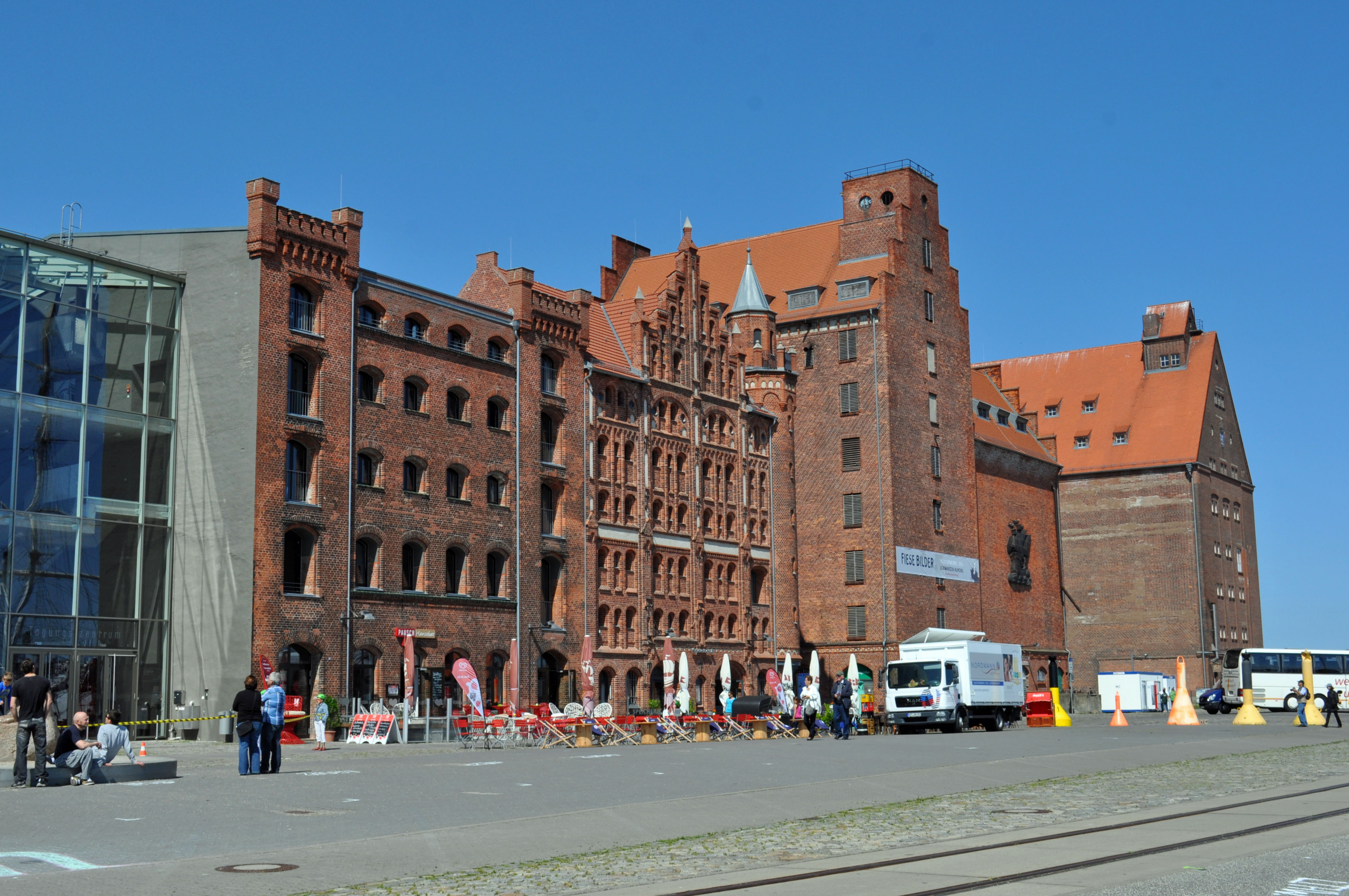
Ein Teil der Hafenstraße in Stralsund mit Speichern (2013)

Die Hafenstraße auf der Hafeninsel im Stadtgebiet Altstadt in Stralsund verbindet die Straße An der Fährbrücke mit der Straße Am Langenkanal. Sie verläuft über die nördliche und die südliche Hafeninsel. Die Neue Semlower Straße, Neue Badenstraße, die Straße Am Querkanal und die Holzstraße gehen von der Hafenstraße ab. Die Querkanalbrücke ist Teil der Hafenstraße, die zum Randgebiet des UNESCO-Welterbes Historische Altstädte Stralsund und Wismar gehört.
Die Straße wurde im Zusammenhang mit der Aufschüttung der Hafeninseln in den 1860er Jahren angelegt.
Sieben der Gebäude in der Straße stehen unter Denkmalschutz (siehe auch Liste der Baudenkmale in Stralsund), nämlich Hafenstraße 6/7, Silo IV, Hafenstraße 8, Speicher I (“Türmchenspeicher”), Hafenstraße 9/10, Speicher II, Hafenstraße 13, Hafenstraße 15, Hafenstraße 16, Silo III und Hafenstraße 50 (“Lotsenhaus”).
Zu den bedeutenden Gebäuden an der Hafenstraße zählt auch das Ozeaneum Stralsund.